# Model M (tangentbord)

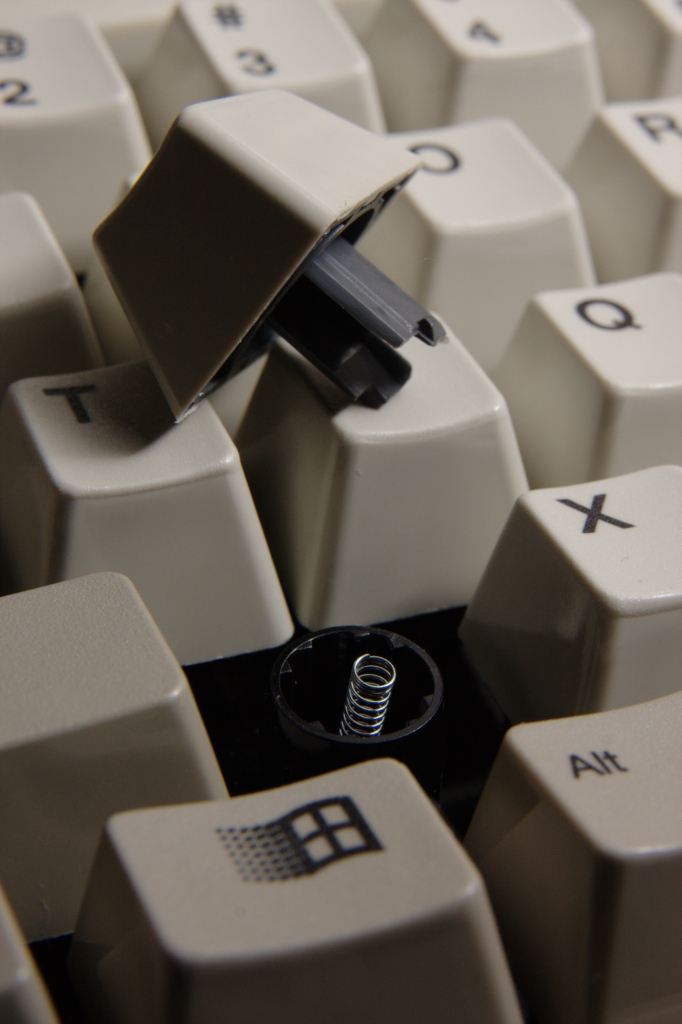
Unicomp Model M med borttagen "z" -tangent. "buckling spring"-fjädern är synlig.

Model M betecknar en grupp datortangentbord som designats och tillverkats av IBM med början 1984 och senare av Lexmark International, Maxi Switch och nu Unicomp. Tangentbordets många varianter har olika egenskaper, med de allra flesta har en "buckling spring"-tangentdesign och utbytbara tangenter. Model M-tangentbord har hyllats av datorentusiaster och folk som skriver mycket på grund av deras hållbarhet och den taktila och auditiva feedback de ger.
Model M betraktas också som en tidlös och hållbar bit hårdvara. Även om datorer och kringutrustning som produceras samtidigt som Model M anses vara föråldrade, används fortfarande många M-tangentbord på grund av deras hållbarhet och den fortsatta giltigheten av deras ANSI 101-tangent och ISO 102-tangentlayout, genom användning av en PS/2 hona till USB-hanadapter. Sedan sin ursprungliga popularitet har nya generationer av författare och datatekniker återupptäckt Model M:s unika funktionalitet och utseende. Det Kentucky-baserade företaget Unicomp fortsätter att tillverka och sälja Model M-tangentbord. 

## Historia

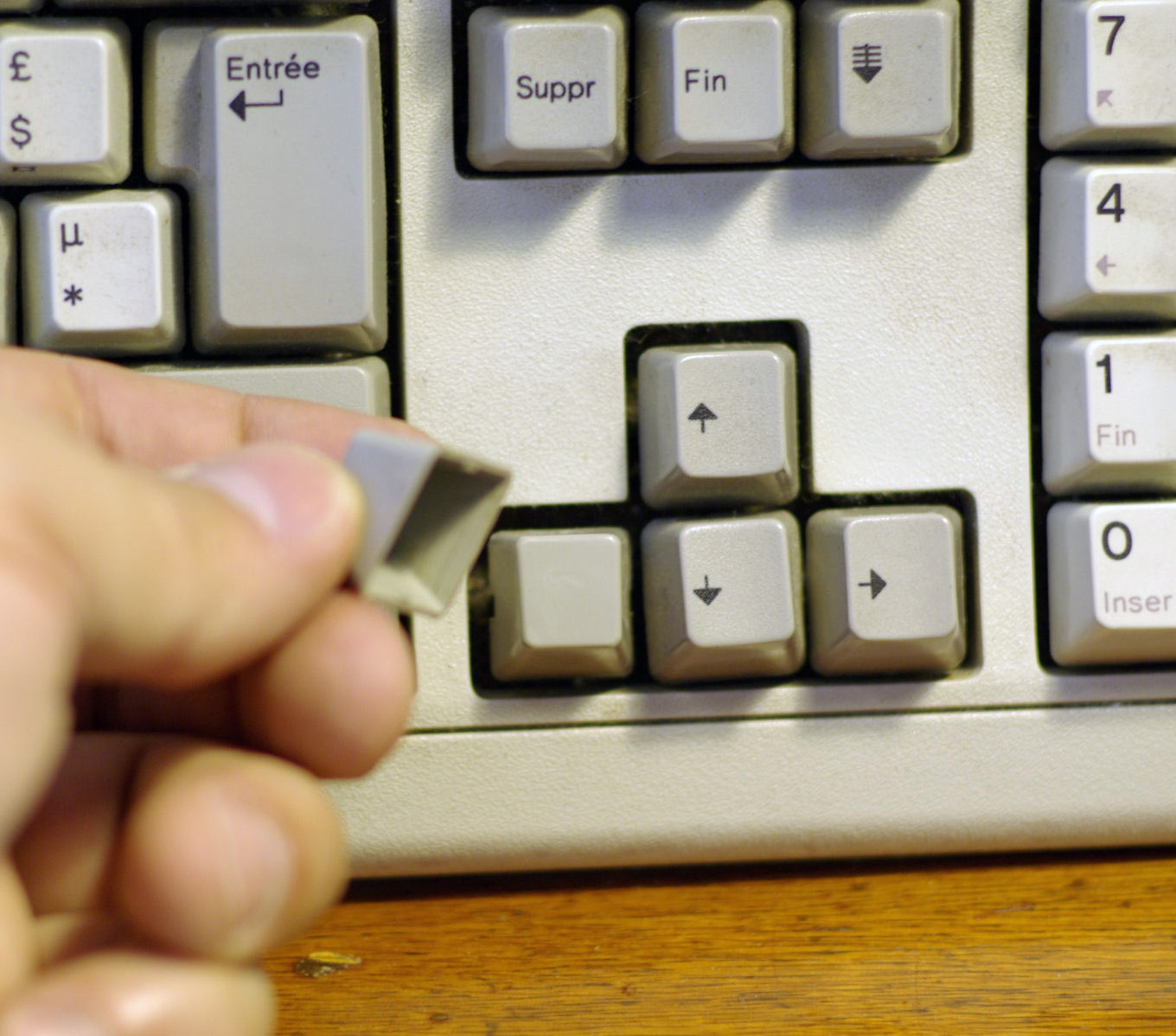
Tangent i en fransk Model M

Model M-tangentbordet var designat för att vara mer kostnadseffektivt än Model F-tangentbordet som det ersatte. Produktionen av Model M-tangentbord började 1985 och de levererades ofta med nya IBM-datorer. De producerades vid IBM-fabriker i Lexington, Kentucky, Greenock, Skottland och Guadalajara, Mexiko. Den vanligaste varianten är IBM Enhanced Keyboard som identifierats av IBMs artikelnummer 1391401, det amerikanskengelskspråkige tangentbordet som kom med IBM PS/2. Fram till omkring 1993 inkluderade de flesta Model M:s en robust, lindad, löstagbar kabel, med antingen en AT (före 1987) eller PS/2-kontakt, i längder på 1,5 och 3 meter. Från omkring 1994 och framåt användes platta icke-löstagbara kablar för att sänka tillverkningskostnaderna; IBM behöll dock sin 101-tangentslayout och implementerade aldrig de Microsoft Windows-tangenter som är vanliga på andra tangentbord från den tiden. Unicomp designade senare en 104-tangents Model M med Windows-tangenter.
Den 27 mars 1991 avyttrade IBM en del av sin hårdvarutillverkning, inklusive tangentbordstillverkning, och bildade Lexmark International. Lexmark fortsatte att tillverka Model M-tangentbord i USA, Storbritannien och Mexiko, med IBM som Lexmarks största kund. Många av dessa tangentbord identifieras av IBM:s artikelnummer 52G9658, 52G9700, 71G4644, 82G2383 och 42H1292, som medföljer IBM PS/ValuePoint och IBM PC Series. På grund av prispress tillverkades dessa tangentbord med en ny, billigare design, inklusive lättare plast, en integrerad kabel och en enda färg för viktiga märkningar på tangenter.
Ett femårigt avtal som tvingade IBM att köpa nästan alla tangentbord från Lexmark löpte ut den 27 mars 1996. Lexmark lämnade tangentbordsverksamheten och sålde relaterade tillgångar till IBM och Maxi Switch. När Lexmark avbröt tangentbordsproduktionen i april 1996 fortsatte IBM att producera "buckling spring"-Model M-tangentbord i Skottland fram till 1999. Maxi Switch köpte tillgångar för gummidomstangentbord och Lexmark Select-Ease Keyboard (Model M15), inklusive ett patent för "buckling spring"-tangenter. Maxi Switch fortsatte att tillverka IBM Enhanced Keyboard med TrackPoint II (Model M13) i Mexiko fram till 1998. Några av Lexmarks tillgångar för tangentbordstillverkning såldes också till en grupp anställda i Lexmark, som bildade Unicomp. Unicomp tillverkar fortfarande sin version av Model M (liknar artikelnummer 42H1292 men först döptes om till 42H1292U och därefter "Customizer"), liksom andra konfigurationer inklusive uppdaterade 104- och 105-tangentaslayouter; en Unix-layout (där Ctrl- och Caps Lock-tangenterna och Esc- och tilde-tangenterna transponeras); modeller med integrerade pekpinnar eller styrbollar; och POS- specifika modeller som de med inbyggda magstripeläsare. Även om nuvarande Unicomp-modeller fortfarande kan köpas, behåller originalproduktionsmodellerna sitt värde bland samlare och datorentusiaster.

## Variationer
Model M:s många variationer (kallade "artikelnummer") innehöll alternativa funktioner och / eller färger. En av de mest populära varianterna är det s.k. "Space Saving Keyboard", som integrerar numpad:en i tangentbordets huvudsektion, vilket avsevärt minskar dess bredd.
IBM släppte standard- och "Space Saving" Model M i en alternativ grå färg för användning med sina industriella datorer; denna mörkare färg designades för att dölja missfärgning från användning i industriella miljöer. Andra valfria funktioner inkluderar ett jordat mellanslag och, på vissa senare modeller, dräneringshål för att hindra skador från spillda drycker.

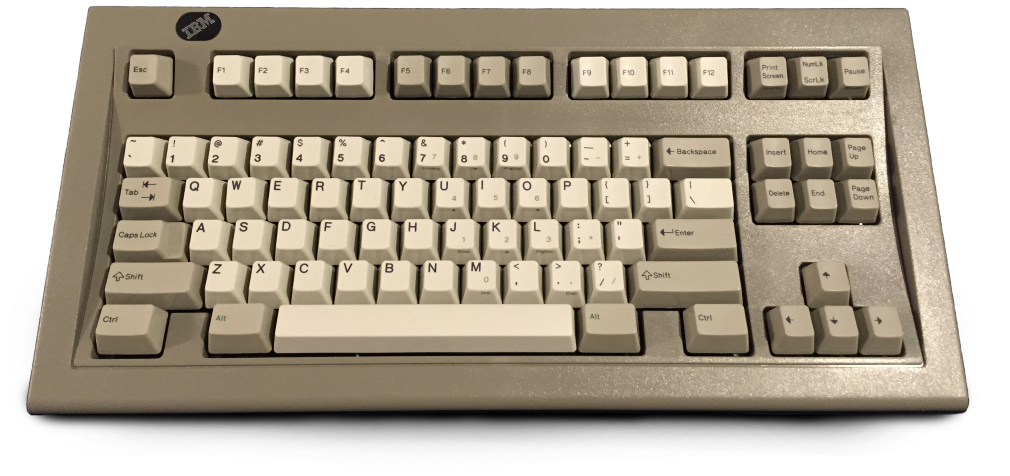
IBM-modell M Space Saving-tangentbord Industriell variant.
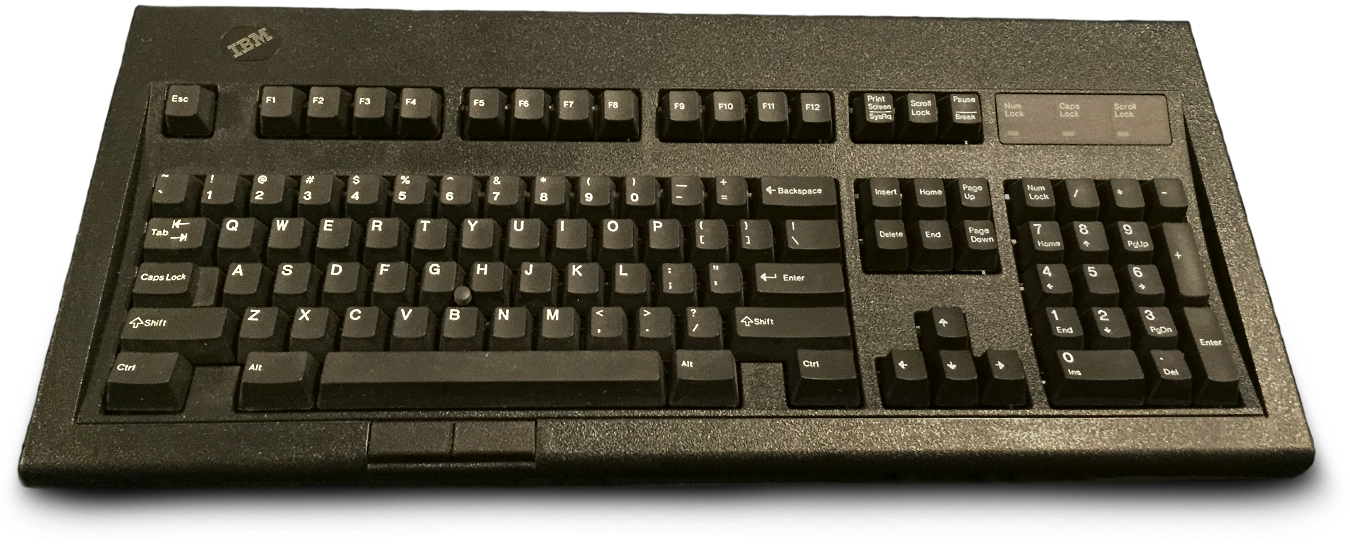
IBM Model M13 'svart' variant med tillvalet svart trackpoint-lock.
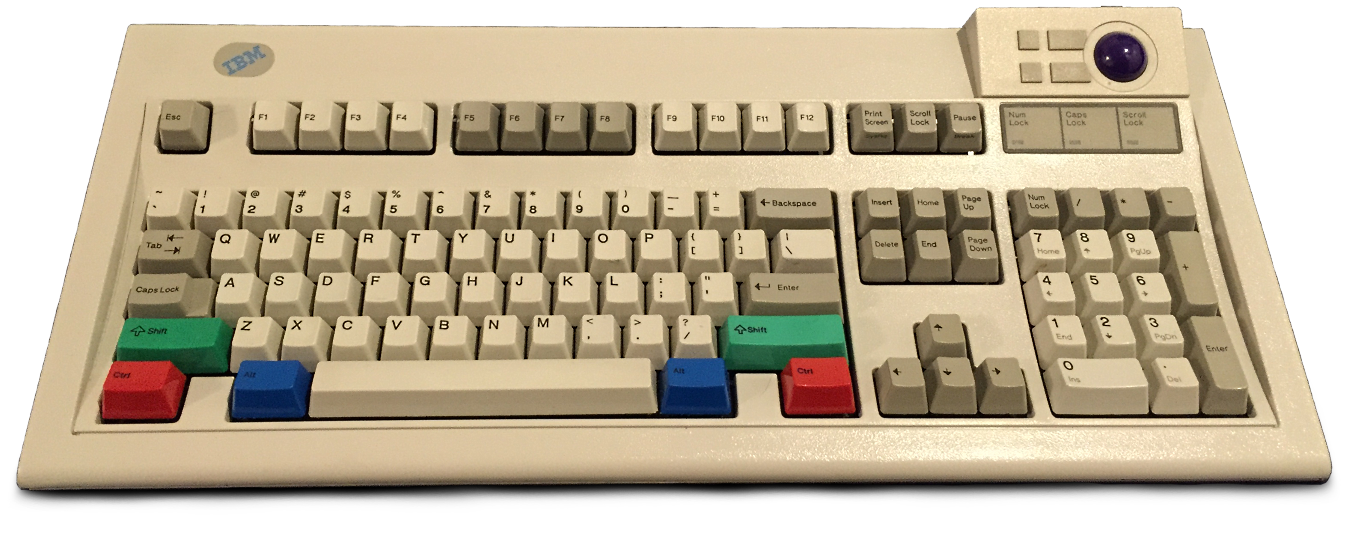
IBM Model M5-2, med en lila trackball och alternativa "RGB" -tangenter från Unicomp.
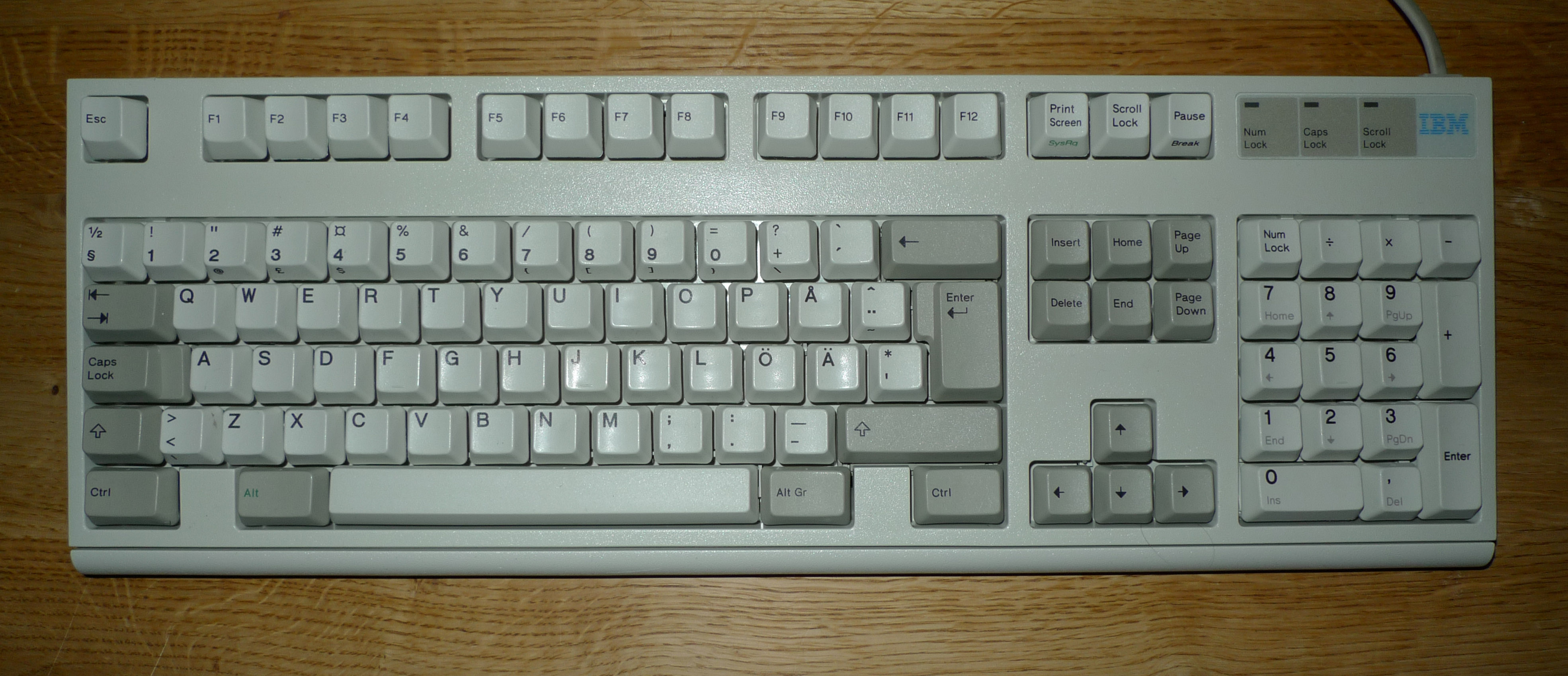
IBM Model M2, artikelnr. 1395713, tillverkad 1992.

## Design
Varianten som oftast kallas "Model M" är artikelnummer 1391401, på vilken många andra varianter baserades. Denna modell, känd som Enhanced Keyboard, inkluderade IBM:s patenterade "buckling spring"-design  och utbytbara tangenter.
Model M:s design har hyllats som hållbar och pålitlig och har i stort sett varit densamma sedan 1980-talet, medan praktiskt taget all annan datorhårdvara, från datorer till bildskärmar till möss, har förändrats dramatiskt. M:s robusta design, inklusive dess tunga stålplatta och den starka plastramen, har gjort det möjligt för även de mest missbrukade exemplen att överleva i flera år.
Model M:s "buckling spring"-design ger den en unik känsla och ljud. Till skillnad från allt vanligare och billigare gummidomstangneter ger "buckling spring"-tangenter användarna omisskännlig taktil och auditiv återkoppling. På grund av dess mer definierade beröring påstår vissa användare att de kan skriva snabbare och mer exakt på Model M än på andra tangentbord.
Model M är också mindre känslig för smuts och slitage. Smuts kan störa de flesta andra tangentbordstekniker; emellertid är "buckling spring"-tangenterna utformade så att smuts som faller mellan knapparna sannolikt inte kommer in i själva mekanismen. Även om smuts skulle hamna in i mekanismen skulle en stor mängd behövas för att förhindra att den fungerar. 
Fram till slutet av 4:e generationens varianter har de flesta Model M:s en 1,25-tums rundad högtalargrill i bottenytorna. Relativt få innehåller dock en verklig högtalare, vilket bara var användbart för att ljuda pipkoder på äldre terminalanläggningar. De vanligaste P/N-enheterna med högtalare är 1394540 och 51G872, gjorda för RS/6000 UNIX-arbetsstationer.
- Eftersom de är så stora och tunga (över 1,5 kg, tyngre än vissa moderna bärbara datorer) är de inte lika portabla som modernare tangentbord.
- Deras "buckling spring"-tangenter är tillräckligt bullriga för att vara olämpliga på tysta platser som bibliotek och medicinska anläggningar.
- Vätskor som spillts på de flesta Model M:s rinner inte ut och förblir i tangentbordet med potential att orsaka kortslutning. De senare 42H1292- och 59G780-designerna, liksom 1370477s och 1391401s som gjordes mestadels av Lexmark och Unicomp efter 1993, har dräneringskanaler för att undvika detta problem.
- Unicomp producerar för närvarande Model M:s med USB-kontakter som kan anslutas direkt till moderna datorer. Tidigare Model Ms har dock antingen AT- eller PS/2-kontakter, vilket kräver adaptrar för datorer som saknar dessa uttag. (PS/2-till- USB- adaptrar finns för datorer utan PS/2-portar och ytterligare AT-till-PS/2-adaptrar, eller SDL- till-PS/2-kablar, för datorer utan AT-portar.) Vissa PS/2-till-USB-adaptrar är opålitliga med tidiga Model M:s som kräver mer ström än vad adaptrarna kan tillhandahålla.[18]

## Galleri

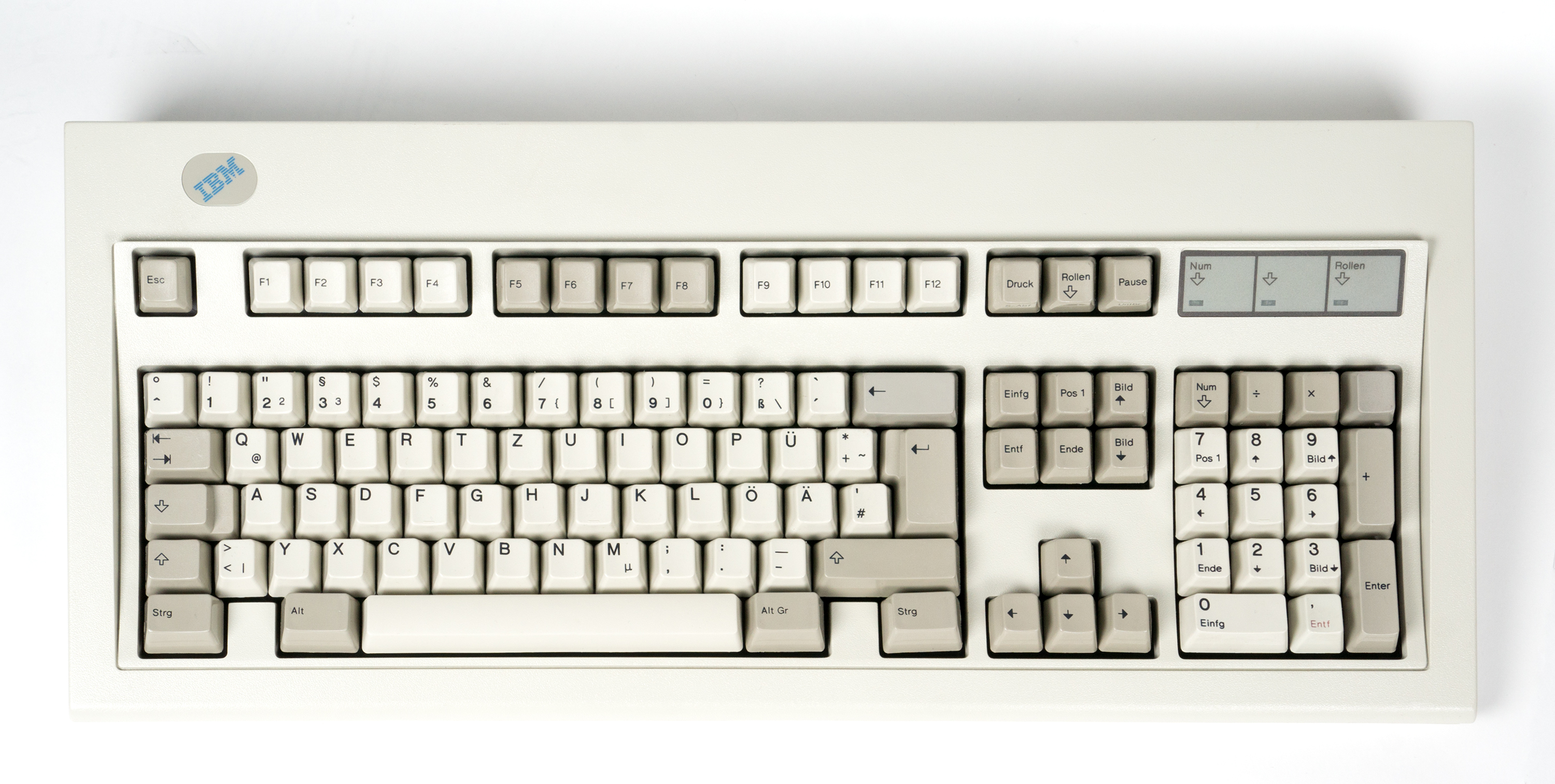
1995 IBM Model M (P/N 1391403) (tysk).
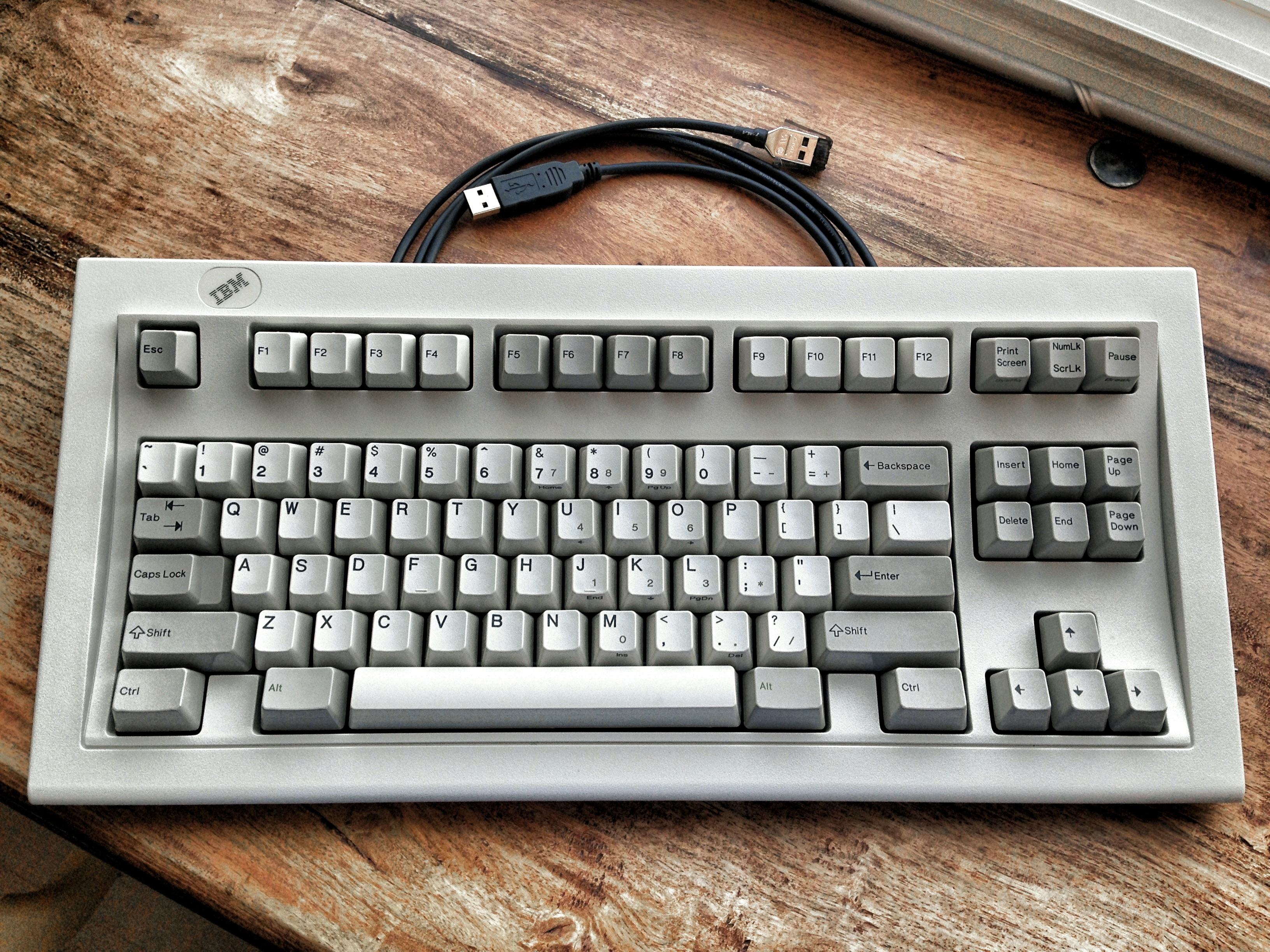
1987 IBM Model M "Space Saving Keyboard" Artikelnumer 1391472 (ingen numpad) med SDL till USB-adapter.
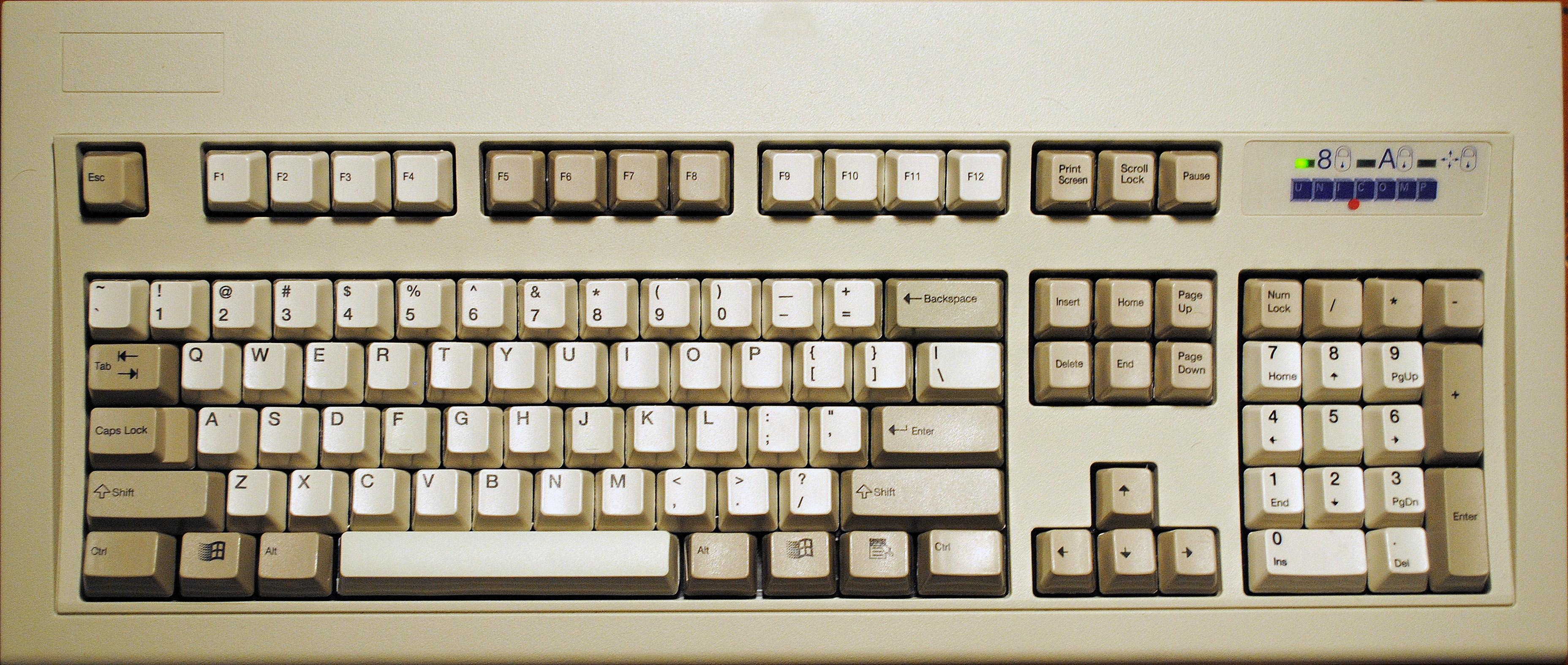
2012 Unicomp Classic 104 (P/N UNI044A).